# Roxana
Roxana eller Roushanak (persiska: روشنک), av grekerna kallad Roxane, född cirka 347 f.Kr., död cirka 309 f.Kr., var en östiransk drottning av Makedonien. Hon var gift med Alexander den store, med vilken hon fick sonen Alexander IV. Båda mördades av Kassandros, en av Alexander den stores arvtagare.

## Biografi
Roxanna var dotter till den baktriske fursten Oxyartes i Sogdiana i nuvarande Centralasien. Enligt traditionen blev Alexander förälskad i henne då han erövrade hennes fars borg. Bröllopet firades enligt iransk rit år 327 f.Kr. Roxanna följde Alexander under hans krigståg och fanns närvarande vid hans död i Babylon 323 f.Kr.
Efter Alexander lät hon på eget initiativ mörda hans andra hustru,  Stateira av Persien, samt troligen även Parysatis II och Drypetis. Efter Alexanders död födde hon en som vid sin födelse utropades till kung under namnet Alexander IV i samregering med sin farbror, Alexanders svagsinte bror Filip Arradios. Båda samregenterna, den ene minderårig och den andre svagsint, placerades under förmyndarregering under den ställföreträdande regenten Antipatros. Roxane och hennes son fördes som symboler för Alexanders rike till Makedonien där de placerades i Antipatros förvar. 
När Antipatros avled 319 flydde Roxanna med sin son till sin före detta svärmor Olympias i Epiros. År 317 följde hon med Olympias när denna invaderade Makedonien och övertog regentskapet.
När Kassander 316 erövrade regentskapet från Olympias och avrättade henne, hamnade Roxanna och hennes son i hans förvar. I den fred som slöts mellan diadokerna år 311 f.Kr. tilldelades Kassander formellt förmyndarskapet, men bara som ställföreträdande regent så länge Alexander var minderårig. Kassander lät därför mörda både Roxanna och hennes son Alexander antingen år 310 eller 309, när hennes son var omkring 14 år; han mördade vid samma tid även Barsine och Herakles av Makedonien.
Roushanak är ett vanligt persiskt förnamn.

## Eftermäle
Asteroiden 317 Roxane är uppkallad efter henne.